# Interferone gamma

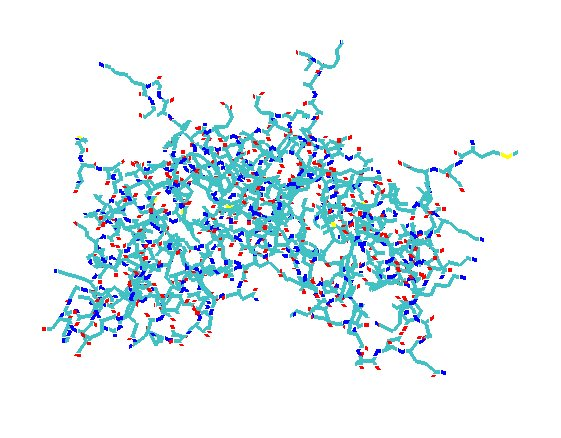
Interferone gamma

L'interferone gamma (IFN-γ), detto anche interferone di tipo II (IFN II), è una citochina che fa parte della famiglia degli interferoni ed è prodotto dai linfociti B e T attivati.

## Struttura
L'IFN-γ è una proteina omodimerica che appartiene alle citochine di tipo II. 
Il suo recettore è formato da due catene polipeptidiche, appartenenti alla stessa famiglia dell'IFN-γ e chiamate IFNGR1 e IFNGR2.
Il legame di IFN-γ con le due catene induce la loro dimerizzazione, che causa l'associazione fra le chinasi JAK1 e JAK2, attivando la via di segnalazione delle JAK/STAT. Questa via di segnalazione porta all'attivazione del fattore trascrizionale STAT1, che induce la trascrizione di diversi geni, fra cui quello di IFN-γ stesso, il quale una volta prodotto, attiva i macrofagi a uccidere i microrganismi fagocitati assieme al legame CD40L-CD40; inoltre IFN gamma promuove la differenziazione in Th1 attraverso l'attivazione del fattore di trascrizione T-bet e inibisce quella verso Th2.
La via di segnalazione di INF-γ viene regolata attraverso la famiglia di proteine SCOS (suppressor of cytokine signalling), in particolare SCOS1 e SCOS3. Queste due proteine sono coinvolte nella regolazione a feedback negativo nella via di segnalazione delle JAK/STAT. Infatti, presentano un dominio -SH2 con cui si legano o al recettore fosforilato o alla proteina JAK fosforilata. La famiglia delle proteine SOCS compete con le proteine JAK per il legame con il recettore ed inoltre stimola l'ubiquitinazione e degradazione delle proteine STAT.

## Produzione
L'interferone gamma viene prodotto, in risposta allo stimolo di microbi o di IL-12, da parte di linfociti NK e linfociti TH1 attivati dallo stesso IFN-γ.

## Funzioni
L'interferone gamma svolge molteplici funzioni su diverse cellule dell'organismo:
- macrofagi: causa l'attivazione classica insieme a segnali dei Toll-like receptor. In queste cellule attiva numerosi fattori di trascrizione come STAT1, NF-κB e AP-1 che inducono la trascrizione di diversi enzimi coinvolti nella fagocitosi, come l'ossidasi fagocitica, l'ossido nitrico sintasi inducibile ed altri enzimi lisosomali.
- linfociti B: promuove lo scambio di classe fra le varie sottoclassi di Ig.
- Linfociti TH1: stimolano i linfociti T CD4 a differenziare in linfociti TH1, inibendo i TH2 e TH17.
- MHC: agiscono sulle molecole MHC inducendo l'espressione di proteine che ne migliorano il legame con il peptide e la conseguente presentazione.